# 남원 과립리 석불입상
남원 과립리 석불입상(南原 科笠里 石佛立像)은 대한민국 전북특별자치도 남원시에 있는 석불이다. 1987년 4월 28일 전라북도의 유형문화재 제128호로 지정되었다.

## 개요
이 불상은 통일신라 말기에 만든 것으로 보이는데, 높이는 머리 부분이 1m, 몸체 부분이 3.5m로 거대한 조각품이다. 정종 (조선)(1398-1400)때 이곳에 절을 지었으나, 임진왜란(1592) 때 불타 없어지고 불상도 깨어져 머리와 받침만 남았다. 근래에 주변에서 두 조각으로 갈라진 불상의 몸체를 찾아 받침대 위에 다시 세웠다. 얼굴형은 거의 직사각형이다. 눈은 지긋이 감았으며 귀는 턱까지 내려와 있다.

## 참고 자료
- 과립리석불입상 - 국가유산청 국가유산포털